# Queen of My Heart
Queen of My Heart – pierwszy singel irlandzkiego zespołu Westlife promujący trzeci studyjny album World of Our Own. Piosenka została napisana przez Johna McLaughlina, Wayne'a Hectora oraz Steve'a Maca. Utwór dotarł do 1. miejsca UK Singles Chart, spędzając tam trzy tygodnie stał się 23 najlepiej sprzedającym singlem 2001 roku w Wielkiej Brytanii, rozchodząc się dotychczas w nakładzie przekraczającym 335 000 egzemplarzy.

## Track lista
UK CD1
1. "Queen Of My Heart" (Radio Edit) – 4:20
2. "When You're Looking Like That" (Single Remix) – 3:53
3. "Reason For Living" – 4:03
4. "When You're Looking Like That" (Video) – 3:53

UK CD2
1. "Queen Of My Heart" (Radio Edit) – 4:20
2. "When You're Looking Like That" (Single Remix) – 3:53
3. "Interview" (Video) – 5:16
4. "Queen Of My Heart" (Video) – 4:26

## Listy przebojów
| Lista                            | Najwyższa pozycja |
| -------------------------------- | ----------------- |
| Austrian Singles Chart           | 33                |
| Belgia (Flanderia) Singles Chart | 14                |
| Danish Singles Chart             | 15                |
| German Singles Chart             | 27                |
| Irish Singles Chart              | 1                 |
| Dutch Top 40                     | 12                |
| Nowa Zelandia Singles Chart      | 4                 |
| Norwegian Singles Chart          | 12                |
| Romanian Top 100                 | 24                |
| Swedish Singles Chart            | 3                 |
| Swiss Singles Chart              | 37                |
| UK Singles Chart                 | 1                 |
| UK Radio Airplay Chart           | 17                |